# Nikita Nesterenko
Nikita Nesterenko, född 10 september 2001, är en amerikansk professionell ishockeyforward som spelar för Anaheim Ducks i National Hockey League (NHL).
Han har tidigare spelat för Boston College Eagles i National Collegiate Athletic Association (NCAA).
Nesterenko draftades av Minnesota Wild i sjätte rundan i 2019 års draft som 172:a spelare totalt.

## Statistik
| 2015–2016   | Connecticut Oilers U14    | AYHL        | 22 | 11 | 4  | 15 | 6  | — | — | — | — | — |
| 2016–2017   | Lawrenceville Big Red     |             | 29 | 4  | 10 | 14 | —  | — | — | — | — | — |
| 2017–2018   | Lawrenceville Big Red     |             | 26 | 7  | 13 | 20 | —  | — | — | — | — | — |
|             | Mercer Chiefs U16         | AYHL        | 7  | 1  | 1  | 2  | 4  | — | — | — | — | — |
|             | New Jersey Jr. Titans U16 | AYHL        | 5  | 6  | 6  | 12 | 0  | — | — | — | — | — |
| 2018–2019   | Lawrenceville Big Red     |             | 31 | 30 | 29 | 59 | —  | — | — | — | — | — |
|             | New Jersey Jr. Titans U18 | AYHL        | 10 | 12 | 12 | 24 | 4  | — | — | — | — | — |
|             | New Jersey Jr. Titans U18 | ECEL        | 3  | 5  | 2  | 7  | 0  | — | — | — | — | — |
| 2019–2020   | Chilliwack Chiefs         | BCHL        | 56 | 20 | 36 | 56 | 29 | 7 | 0 | 2 | 2 | 6 |
| 2020–2021   | Boston College Eagles     | NCAA        | 24 | 8  | 11 | 19 | 18 | — | — | — | — | — |
| 2021–2022   | Boston College Eagles     | NCAA        | 37 | 7  | 17 | 24 | 50 | — | — | — | — | — |
| 2022–2023   | Anaheim Ducks             | NHL         | 1  | 0  | 0  | 0  | 0  | — | — | — | — | — |
|             | Boston College Eagles     | NCAA        | 36 | 13 | 21 | 14 | 18 | — | — | — | — | — |
| NHL totalt  | NHL totalt                | NHL totalt  | 1  | 0  | 0  | 0  | 0  | — | — | — | — | — |
| NCAA totalt | NCAA totalt               | NCAA totalt | 97 | 28 | 49 | 77 | 86 | — | — | — | — | — |